# UFC 118
UFC 118: Edgar vs. Penn 2   è stato un evento di arti marziali miste tenuto dalla Ultimate Fighting Championship il 28 agosto 2010 al TD Garden a Boston, Massachusetts, Stati Uniti d'America. L'evento è coinciso col terzo UFC Fan Expo. Questo è stato il primo evento tenuto dall'UFC in Massachusetts.

## Background
Nate Marquardt e Alessio Sakara avrebbero originariamente dovuto affrontarsi a UFC 116 ma il match fu rimandato a causa della morte del padre dell'italiano. Il 23 luglio, l'avversario originale di Sakara, Jorge Rivera si ruppe un braccio in allenamento venendo sostituito da Gerald Harris. Il 5 agosto Sakara (che era tornato nella card) dovette rinunciare a causa di un infortunio sconosciuto venendo rimpiazzato da Joe Vedepo. Il 18 agosto, fu annunciato che il match Harris/Vedepo era stato rimosso dall'evento.
Un match tra Nate Marquardt e Rousimar Palhares fu spostato a UFC Fight Night 22 e promosso come nuovo main event. Il main event originale avrebbe dovuto essere Demian Maia vs. Alan Belcher ma Belcher dovette rinunciare a causa di un infortunio alla retina. Come risultato, Maia fu spostato in questa card contro Mario Miranda.
L'evento vide il debutto nelle MMA del boxer professionista e attuale IBA heavyweight champion James Toney.
Il 5 agosto fu annunciato che Terry Etim si era rotto una costola in allenamento venendo escluso dal suo match contro Joe Lauzon. Etim du rimpiazzato dal veterano UFC e TUF Gabe Ruediger.

## Risultati

### Card preliminare
- Incontro categoria Pesi Welter:  Mike Pierce contro  Amilcar Alves

Pierce sconfisse Alves per sottomissione (armbar) a 3:11 del terzo round.
- Incontro categoria Pesi Welter:  Nick Osipczak contro  Greg Soto

Soto sconfisse Osipczak per decisione unanime (29–28, 29–28, 29–28).
- Incontro categoria Pesi Medi:  Dan Miller contro  John Salter

Miller sconfisse Salter per sottomissione (strangolamento a ghigliottina) a 1:53 del secondo round.
- Incontro categoria Pesi Leggeri:  Andre Winner contro  Nik Lentz

Lentz sconfisse Winner per decisione unanime (30–27, 29–28, 30–27).
- Incontro categoria Pesi Leggeri:  Joe Lauzon contro  Gabe Ruediger

Lauzon sconfisse Ruediger per sottomissione (armbar) a 2:01 del primo round.

### Card principale
- Incontro categoria Pesi Welter:  Nate Diaz contro  Marcus Davis

Diaz sconfisse Davis per sottomissione (strangolamento a ghigliottina) a 4:02 del terzo round.
- Incontro categoria Pesi Leggeri:  Kenny Florian contro  Gray Maynard

Maynard sconfisse Florian per decisione unanime (30–27, 30–27, 29–28).
- Incontro categoria Pesi Medi:  Demian Maia contro  Mario Miranda

Maia sconfisse Miranda per decisione unanime (30–27, 30–27, 30–27).
- Incontro categoria Pesi Massimi:  Randy Couture contro  James Toney

Couture sconfisse Toney per sottomissione (strangolamento triangolare) a 3:19 del primo round.
- Incontro per il titolo dei Pesi Leggeri:   Frankie Edgar (c) contro  B.J. Penn

Edgar sconfisse Penn per decisione unanime (50–45, 50–45, 50–45) mantenendo il titolo dei pesi leggeri.

## Premi
Ai vincitori sono stati assegnati 60.000$ per i seguenti premi:
- Fight of the Night:  Nate Diaz contro  Marcus Davis
- Knockout of the Night: non assegnato perché nessun match è terminato con un KO
- Submission of the Night:  Joe Lauzon